# 奈良市立都跡小学校
奈良市立都跡小学校（ならしりつみあとしょうがっこう）は、奈良県奈良市四条大路五丁目にある公立小学校。奈良市の平野部に位置し校区は南北に広い。学校のすぐに西側に秋篠川が流れ、校区の北部には佐紀盾列古墳群の一部と平城宮跡が広がり、学校から少し南には唐招提寺と薬師寺がある。
殆どの校区は平城京だった部分に含まれており、校門前の県道9号奈良大和郡山斑鳩線は西一坊大路だったとされる。又、学校の北側には三条通り（国道308号）と大宮通り（県道1号奈良生駒線）の２本の幹線道路が校区を東西に横切っている。
ユネスコスクールとして認定されている。

## 教育目標
- 学校教育目標は、「人権尊重の精神に徹し、豊かな心、確かな学力、たくましい体をもって未来をきりひらく子どもを育てる」である[1]。

## 沿革
- 1910年（明治43年）11月1日 - 近隣の佐紀尋常小学校・西京尋常小学校・甘壌尋常高等小学校の3つの小学校が合併して生駒郡都跡村立都跡尋常高等小学校が創立。まだ校舎や勉強の施設が十分ではなかったため、本校を中心として、2つの分校も使用された。当時の児童数は、本校が247人、分校が271人であった[1]。
- 1916年（大正5年）4月1日 - 現在地にひとつの学校としてまとまる[1]。
- 1940年（昭和15年）11月3日 - 都跡村が奈良市に合併し、奈良市都跡小学校となる[1]。
- 1971年（昭和46年）- 本校区から六条小学校が独立する。
- 2010年（平成22年）10月29日 - 創立100周年を迎え、記念式典が開催される[2]
- 2020年（令和2年）9月ごろ - GIGA school構想に基づき1人1台パソコンを貸し出しされる。
- 2020年（令和2年）10月29日 - 創立110周年を迎える。
- 2023年（令和5年）5月10日 - 早朝、4階の教室から出火。警備会社から通報があり、火は消し止められたが、4階の教室の学年は別の教室で授業を受けることになった。当時校内は無人だったため、けが人などは出なかった 。

## 校区
都跡小学校の校区は以下の通り
- 尼辻町（国道24号以西）、尼辻北町、尼辻中町、尼辻西町、尼辻南町、柏木町（国道24号以西）、五条町（近鉄橿原線以東）、佐紀町の一部（佐紀西町、佐紀中町、佐紀東町、佐紀新町）、三条大路二丁目、三条大路三丁目、三条大路四丁目、三条大路五丁目、四条大路二丁目、四条大路三丁目、四条大路四丁目、四条大路五丁目、七条町、七条東町、西ノ京町、二条大路南二丁目、二条大路南三丁目、二条大路南四丁目、二条大路南五丁目、二条町一丁目、二条町二丁目、二条町三丁目、八条町（国道24号以西）八条四丁目（国道24号以西）、山陵町の一部（字山上）、南新町、六条町（近鉄橿原線以東）

北部エリア（佐紀町、二条町一丁目、二条町二丁目、山陵町字山上）から通学する児童向けに、奈良交通が（通学時間に合わせて）路線バスを運行している。

## 進学先中学校
公立学校の場合は、殆どが奈良市立都跡中学校へ進学する。小中一貫教育がおこなわれている。
※山陵町字山上は、奈良市立平城中学校へ進学する。　

## 校区内の主な施設
- 平城宮跡
- 唐招提寺
- 薬師寺
- 式内佐紀神社
- 興福院天神社
- 休丘八幡神社
- 宝来山古墳（垂仁天皇陵）
- 市庭古墳(平城天皇陵)
- 尼ヶ辻駅
- 西ノ京駅
- 奈良文化財研究所
- 奈良市立都跡中学校
- 奈良県警第二庁舎
- 奈良県立奈良朱雀高等学校
- 奈良県立奈良養護学校
- 奈良歯科衛生士専門学校
- 奈良パワーセンター
- 都跡バンビーホーム

## 校区が隣接している学校
- 奈良市立六条小学校
- 奈良市立伏見南小学校
- 奈良市立伏見小学校
- 奈良市立西大寺北小学校
- 奈良市立平城小学校
- 奈良市立佐保川小学校
- 奈良市立大宮小学校
- 奈良市立大安寺西小学校
- 奈良市立大安寺小学校
- 奈良市立辰市小学校
- 大和郡山市立郡山北小学校